# Mury miejskie w Lubinie

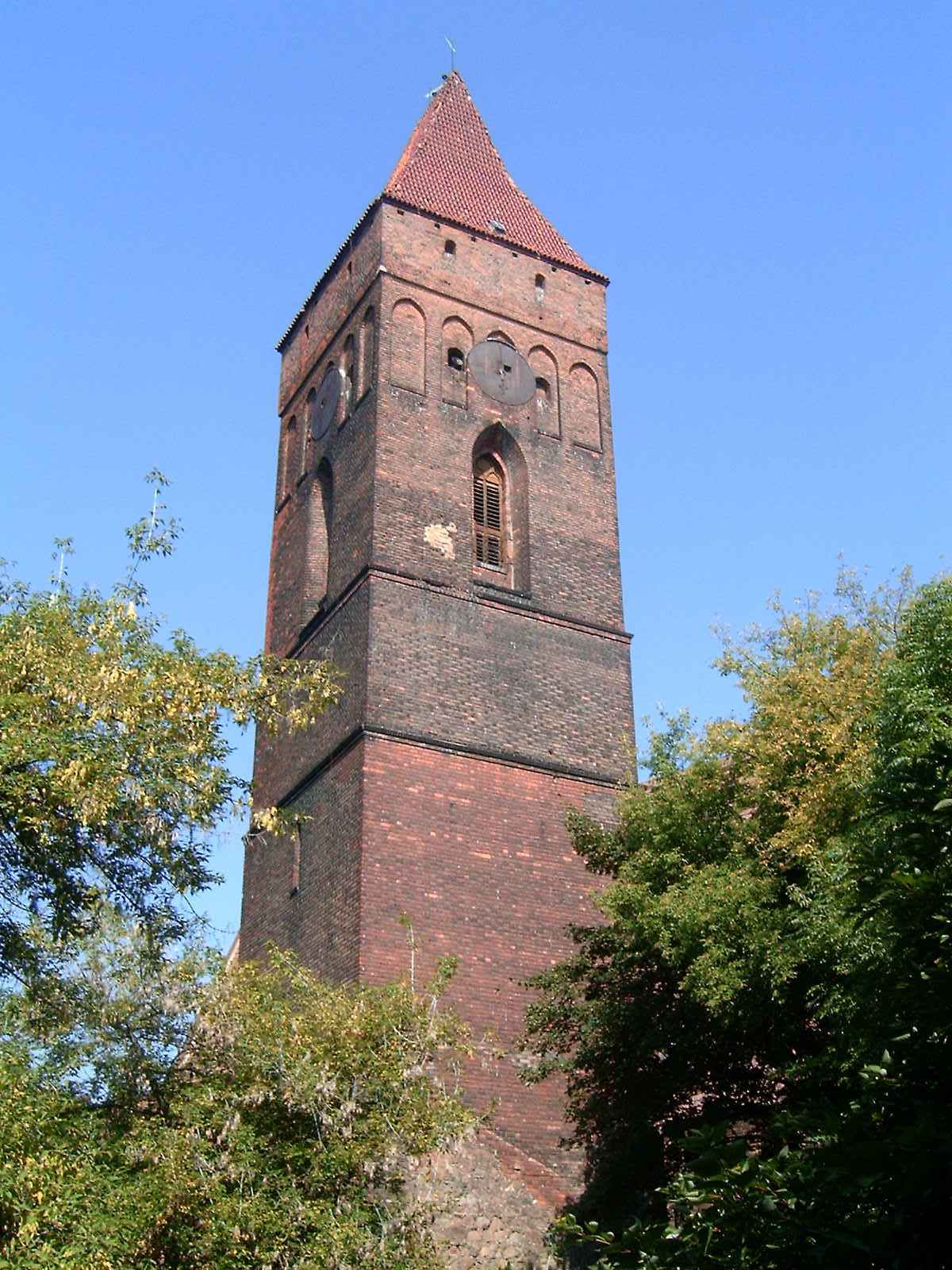
Kwadratowa baszta w południowo-wschodniej części muru, nadbudowana w końcu XV wieku i przekształcona w dzwonnicę

Mury miejskie w Lubinie – zostały zbudowane w XIV wieku prawdopodobnie w miejscu starych wałów ziemnych wzmocnionych palisadą, które otaczając miasto spełniały funkcję obronną. Intensywna budowa murów miejskich nastąpiła w latach 1348-1358. Były to czasy tuż przed i w czasie wojny między synami Bolesława Rozrzutnego, kiedy to Lubin stanowił rezydencję księcia Ludwika I. Zakończenie budowy murów miejskich nastąpiło w drugiej połowie XIV wieku i wówczas zostały one włączone do systemu obronnego miasta.
Mury zbudowano z kamienia łamanego, głazów narzutowych i cegły, powiązanych wapienną zaprawą. Część przyziemną całego systemu fortyfikacyjnego wykonano z kamienia, zaś wyższe partie – z cegły gotyckiej, palcówki, w układzie jednowozówkowym. Pierwotna wysokość murów wynosiła od 4 do 5 m, a grubość od 1,5 m w partii szczytowej do ponad 2 metrów w partii przyziemnej. W XV wieku mury podwyższono średnio o 1 m. W późniejszym okresie ubytki uzupełniano cegłą. Obronność murów wzmacniało łącznie piętnaście zamkniętych i otwartych od strony miasta baszt, wzniesionych na planie prostokąta, które stały od siebie w odległości od 40 do 50 m. Wejścia do miasta strzegły 3 bramy: Głogowska, Ścinawska i Wrocławska, zwana również Legnicką. Najbardziej ufortyfikowana była brama Głogowska z basztą bramną. Brama Głogowska posiadała podwójne mury oraz przedbramie z potrójną fosą. Pozostałe bramy miały podwójne mury oraz przedbramia, i podwójne fosy. W miejski system obronny włączono także odbudowane i znacznie rozbudowane założenie zamkowe. Całość sprawiła, że ówczesny Lubin był jednym z najbardziej ufortyfikowanych miast na Śląsku i w dużej mierze dzięki temu systemowi obronnemu skutecznie oparł się dwukrotnym najazdom husytów w latach 1428 i 1431. Pod koniec XIV wieku w południowej części murów wybito furtę kościelną dla pieszych, która prowadziła z przykościelnego placu do cmentarza przeniesionego poza obręb murów. Furta została zabezpieczona niewielkim przedbramiem, a dodatkowe wzmocnienie obronne furty stanowiła znajdująca się obok kwadratowa baszta, nadbudowana w końcu XV wieku i przekształcona w wysoką kampanilę – dzwonnicę przewyższającą świątynię, z którą została połączona podwieszonym, ceglanym gankiem łękowym. Pierwotnie zwieńczenie murów i baszt od strony miasta stanowiły pomosty bojowe z blankami. Jedną z nich jest dzwonnica, stojąca w miejscu baszty z XV wieku. W XV i XVI wieku – w związku z coraz powszechniejszym użyciem broni palnej i zmianą działań oblężniczych – istniejący system obronny murów zmodernizowano i rozbudowano. Górne kondygnacje baszt wyposażono w strzelnice artyleryjskie, a za murem wzniesiono wały ziemne z drugą fosą.
Lubińskie mury miejskie z XIV wieku są wpisane do rejestru zabytków.

## Stan obecny
Do chwili obecnej na znacznym odcinku obwodu starego miasta zachowało się w dobrym stanie około 70% dawnych miejskich murów obronnych oraz część założeń fortyfikacyjno-obronnych. Są to:
- Stanowiska artyleryjskie i strzelnice w baszcie narożnej, usytuowanej w południowo-zachodnim narożniku murów.
- Zachowane w stanie szczątkowym dwie baszty w południowym odcinku muru i cztery baszty w północnym odcinku muru.
- Baszta Głogowska z wieżą bramną.
- Kwadratowa baszta przy kościele, nadbudowana w końcu XV wieku i przekształcona w dzwonnicę.
- Podwieszony, ceglany ganek łękowy łączący kościół z dawną basztą.